# Axelle Étienne
Axelle Étienne (Bondy, 26 de março de 1998) é uma desportista francesa que compete no ciclismo na modalidade de BMX. Ganhou uma medalha de bronze no Campeonato Mundial de Ciclismo BMX de 2019, na corrida feminina.

## Palmarés internacional
| Campeonato Mundial | Campeonato Mundial     | Campeonato Mundial | Campeonato Mundial |
| Ano                | Lugar                  | Medalha            | Competição         |
| ------------------ | ---------------------- | ------------------ | ------------------ |
| 2019               | Heusden-Zolder Bélgica | Medalha de bronze  | Corrida            |